# Cabaret (Haiti)
Cabaret este o comună din arondismentul Arcahaie, departamentul Ouest, Haiti, cu o suprafață de 202,36 km2 și o populație de 62.063 locuitori (2009).